# Łącznik kierunkowy
Łącznik kierunkowy – łącznik elektryczny automatyczny, działający automatycznie tylko przy określonym kierunku przepływu energii.